# Quirinalspalast

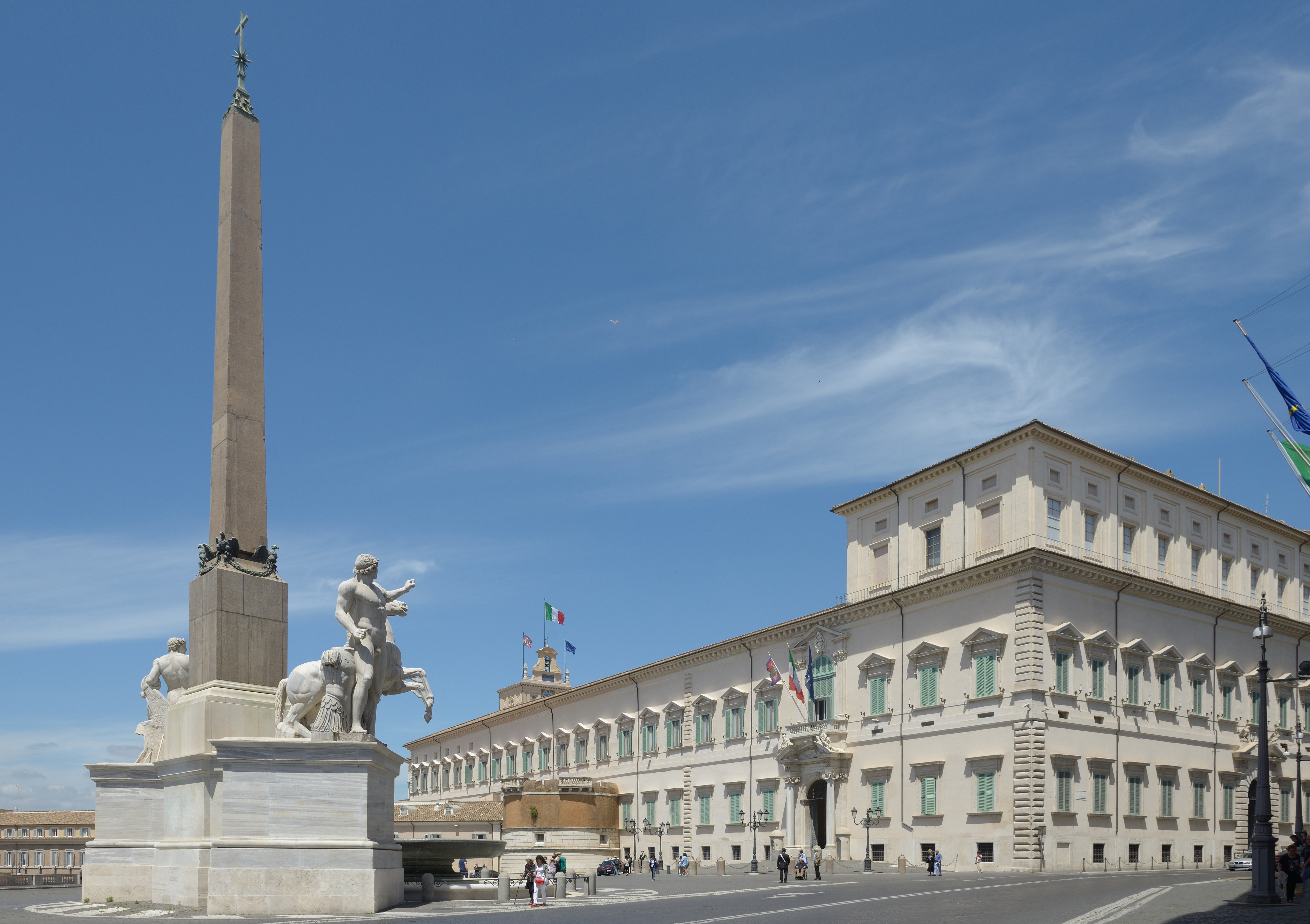
Quirinalspalast mit Dioskurenbrunnen links im Vordergrund

Der Quirinalspalast (italienisch Palazzo del Quirinale) ist ein ab 1583 errichteter Palast auf dem Quirinal in Rom. Er ist Dienstsitz des Präsidenten der Italienischen Republik.

## Geschichte

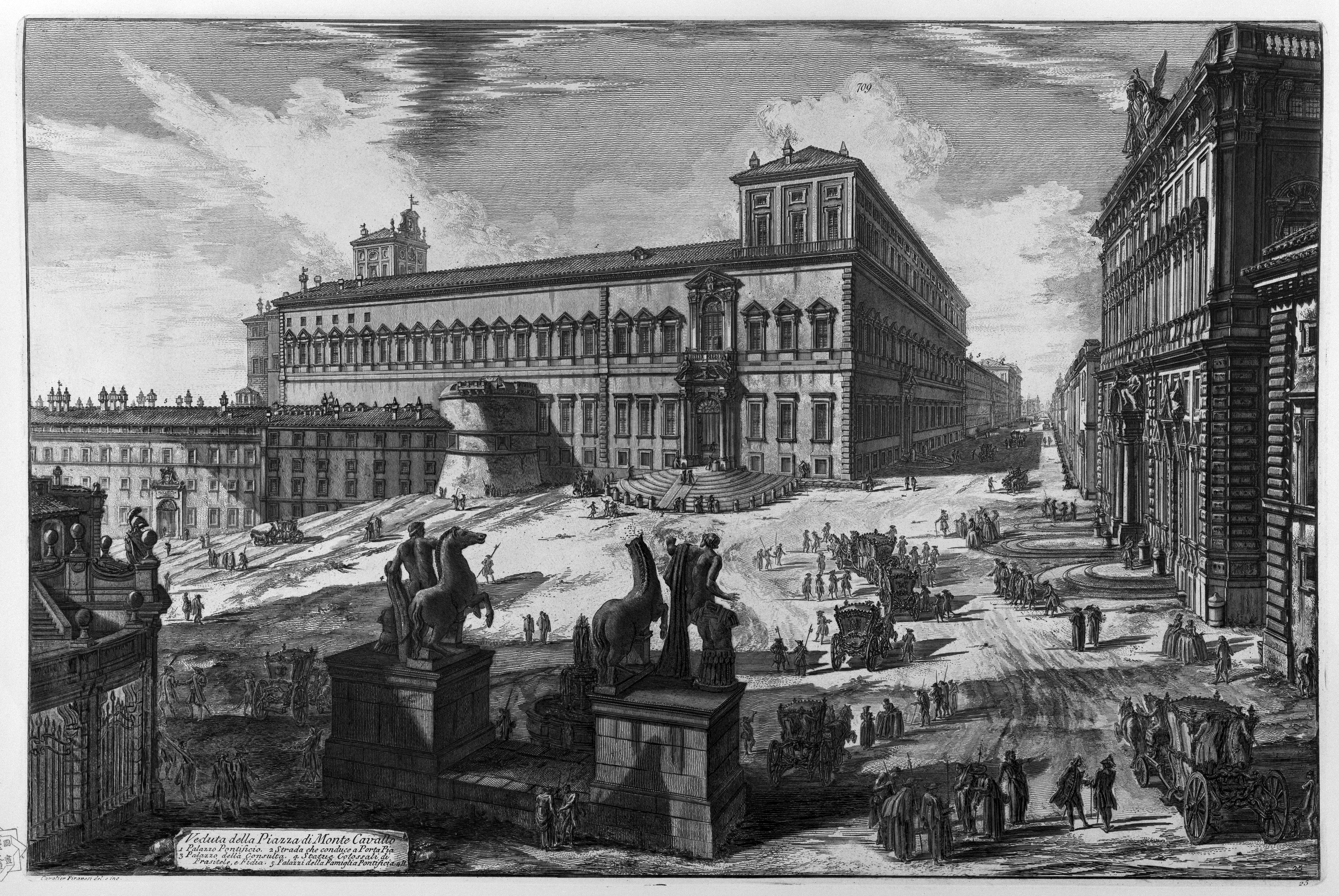
Kupferstich aus dem 18. Jahrhundert von Giovanni Battista Piranesi

Das an der Piazza del Quirinale gelegene Gebäude wurde erstmals von Papst Gregor XIII. als Sommerresidenz bezogen. Ferner diente es zeitweise als Ausrichtungsort für päpstliche Konklaven und auch als Verwaltungsgebäude des ehemaligen Kirchenstaates. Im Jahr 1871 wurde Rom zur Hauptstadt des Königreiches Italien erklärt und der Palast beschlagnahmt. Eine Entschädigung erfolgte erst im Rahmen der 1929 geschlossenen Lateranverträge. Das Gebäude blieb bis zur Abschaffung der Monarchie 1946 Sitz der Könige von Italien. Nach Abschaffung der Monarchie übernahm es die Republik als Dienstsitz des Staatspräsidenten.

## Inneres

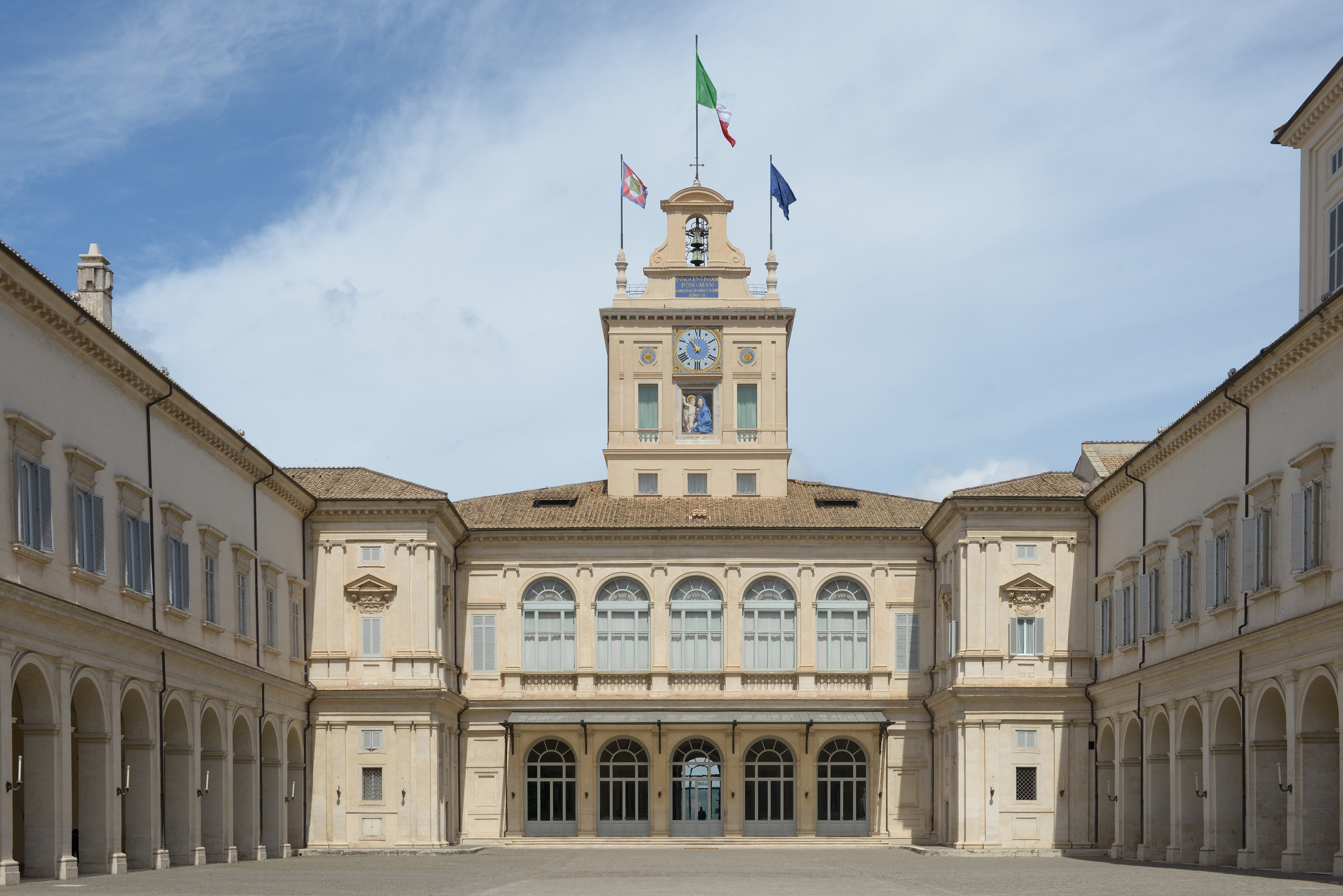
Innenhof

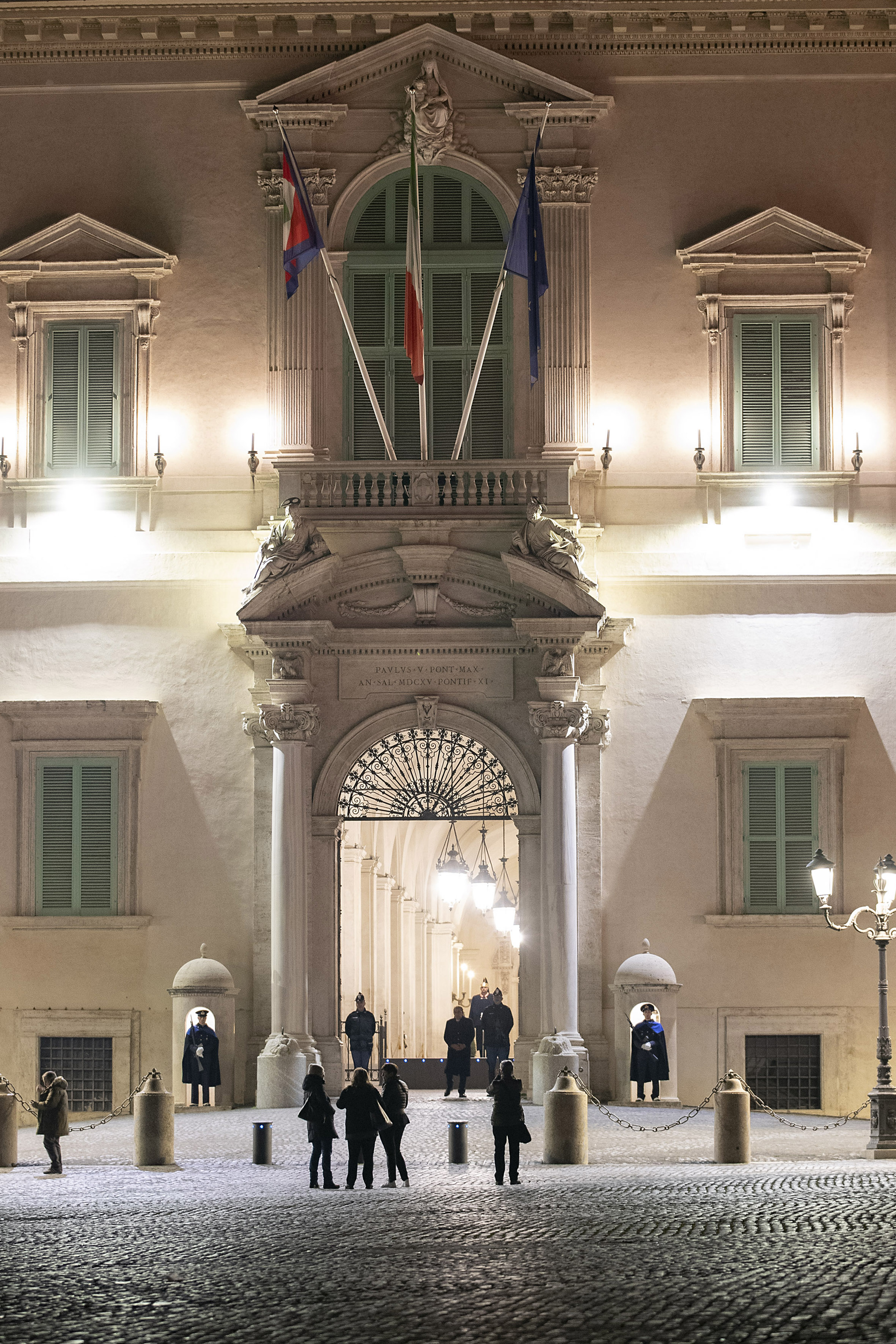
Portal des Palastes

Das Hauptgebäude umschließt einen großen rechteckigen Innenhof, auf dem Staatsgäste abseits der Öffentlichkeit mit militärischen Ehren empfangen werden können. Ganz im Nordwesten befindet sich der älteste Gebäudeteil mit einem markanten Turm. Es handelt sich um die ursprüngliche päpstliche Villa, die von dem Architekten Ottaviano Mascarino entworfen und zwischen 1583 und 1585 einschließlich einer  viel bewunderten elliptischen Wendeltreppe auf dem ehemaligen Anwesen des Kardinals Oliviero Carafa errichtet wurde. Im Piano nobile empfängt der Staatspräsident in der Sala del Bronzino ausländische Staats- und Regierungschefs und deren Delegationen; seine Amtsräume liegen ganz im Westen dieses alten Gebäudeteils.
Sixtus V. beauftragte 1587 Domenico Fontana mit dem Ausbau der Villa zu einer Sommerresidenz, in der auch Platz für den Hofstaat sein sollte. Unter Fontana entstand im Süden der lange Gebäudeflügel mit dem Haupteingang und der dem Altbau gegenüberliegende kurze Flügel. Der Innenhof blieb zu den Gärten hin offen, bis Paul V. Anfang des 17. Jahrhunderts von dem Architekten Flaminio Ponzio den zweiten langen Flügel errichten ließ und das Hauptgebäude seine rechteckige Form mit dem Innenhof annahm. In diesem östlichen Bereich schuf Ponzio die sogenannte Ehrentreppe und den Konsistoriumssaal, sein Nachfolger Carlo Maderno die Sala Regia und die Cappella Paolina. Letztere entspricht von den Ausmaßen her der Sixtinischen Kapelle im Vatikan. Die Cappella Paolina wird heute vorwiegend als Konzertsaal genutzt. Die Sala Regia, heute nach der Leibgarde des Staatspräsidenten Salone dei Corazzieri genannt, dient als Repräsentationssaal bei Staatsbesuchen sowie für offizielle Veranstaltungen verschiedener Art, bei denen ein größerer Platzbedarf besteht. Im ehemaligen Konsistoriumssaal und heutigen Festsaal mit seinem rund 300 Quadratmeter großen Teppich finden nicht nur Staatsbankette statt, sondern beispielsweise auch die Vereidigung neuer Regierungen. In den vielen anderen repräsentativen Räumen des Gebäudes befinden sich zahllose Kunstwerke, unter anderem von Carlo Maratta, Pietro da Cortona, Ferdinando Fuga, Giovanni Paolo Pannini, Agnolo Bronzino, Pier Francesco Mola und Guido Reni. In Ponzios Treppenhaus ist das berühmteste Fresko des Quirinalspalastes zu sehen, die Himmelfahrt Christi von Melozzo da Forlì.
Vom Hauptgebäude aus erstreckt sich in nordöstlicher Richtung an der Via del Quirinale der sogenannte „lange Ärmel“ (manica lunga), ein von Gian Lorenzo Bernini geplanter und im Lauf der Zeit mehrmals ausgebauter Gebäudetrakt. Hier befinden sich unter anderem die „Kaiserlichen Appartements“ (appartamenti imperiali), in denen 1888 und 1893 der deutsche Kaiser Wilhelm II. auf seinen Staatsbesuchen in Rom weilte. Diese Appartements stehen auch heute noch Staatsgästen zur Verfügung. Darüber hinaus befindet sich in diesem Gebäudetrakt das als Generalsekretariat bezeichnete Präsidialamt, das den Staatspräsidenten unterstützt. Den nordöstlichen Abschluss des „langen Ärmels“ bildet die von Ferdinando Fuga entworfene Palazzina del Segretario della Cifra, die ehemalige päpstliche Chiffrierstelle, in der sich heute die Wohnung und das Büro des Staatspräsidenten befinden. In diesem auch als Palazzina del Fuga bezeichneten Gebäude wickelt der Staatspräsident einen großen Teil seiner Amtsgeschäfte ab und empfängt Gäste aus dem In- und Ausland. Das Hauptgebäude, der „lange Ärmel“ und der im Nordwesten an der Via delle Scuderie gelegene neuere Marstall mit seinem Kutschenmuseum umschließen die vier Hektar großen Gartenanlagen aus dem 18. Jahrhundert, in denen unter anderem das von Fuga gestaltete Coffee House liegt. Unter dem Garten wurden die Reste des antiken Quirinustempels ausgegraben.

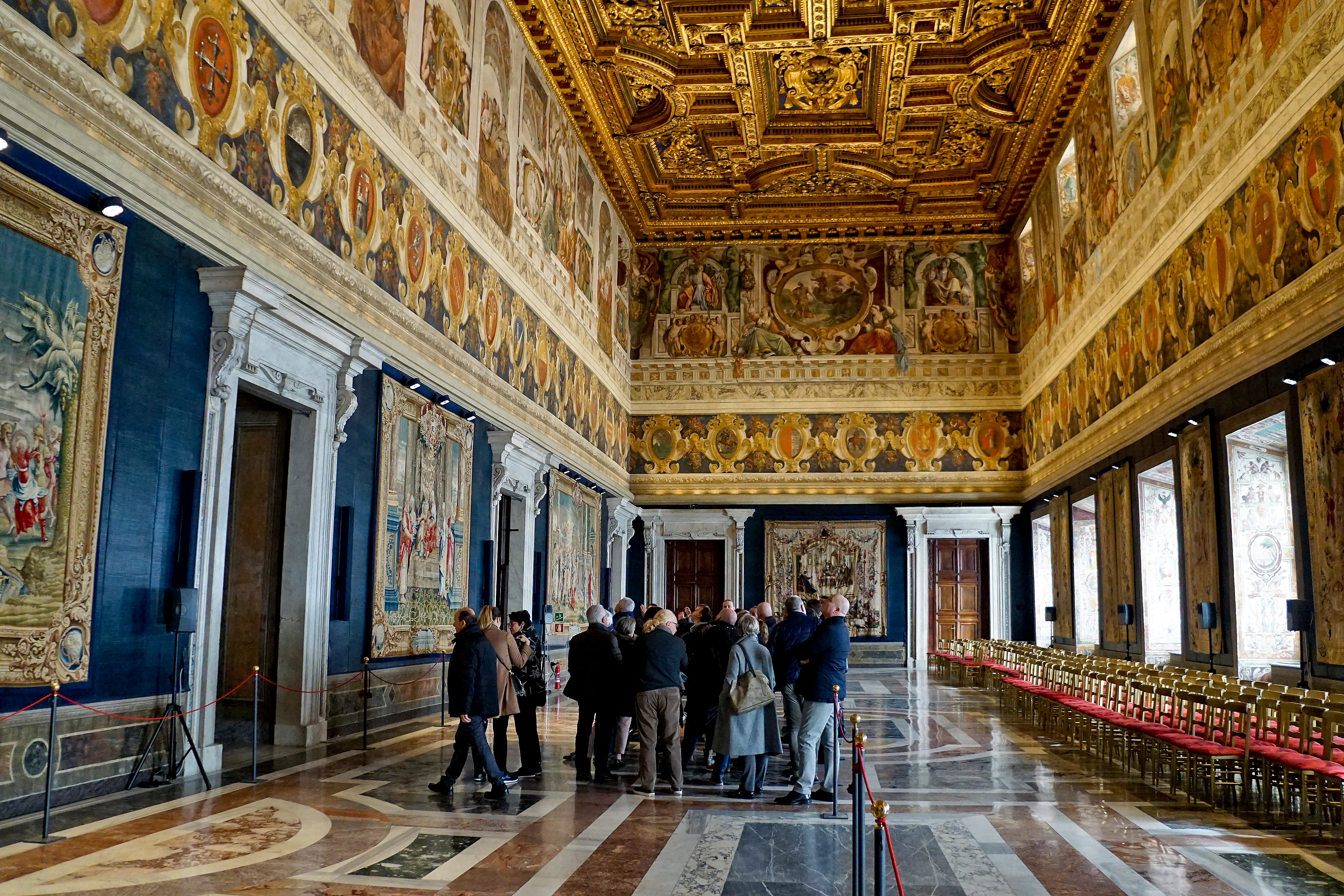
Salone dei Corazzieri
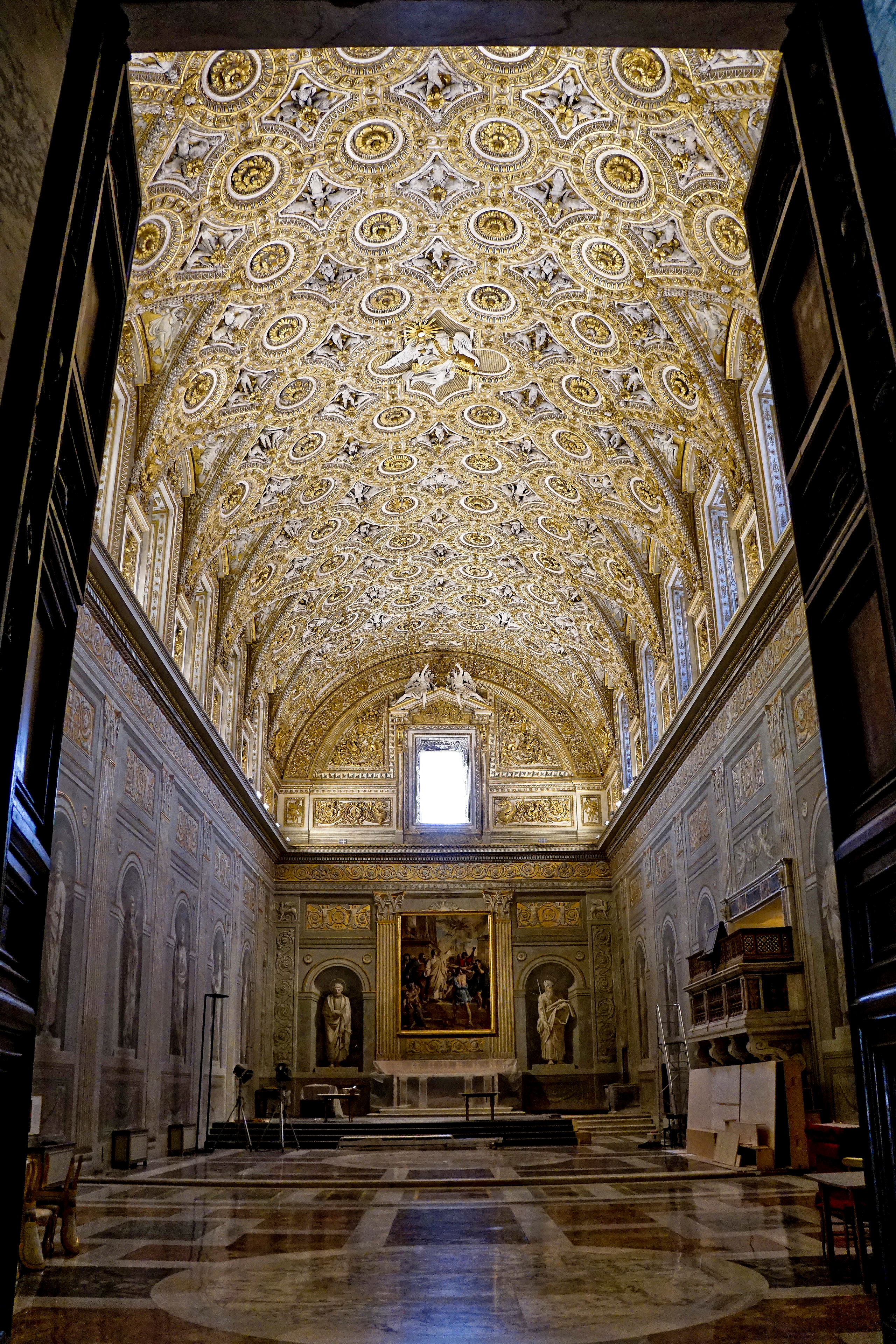
Cappella Paolina
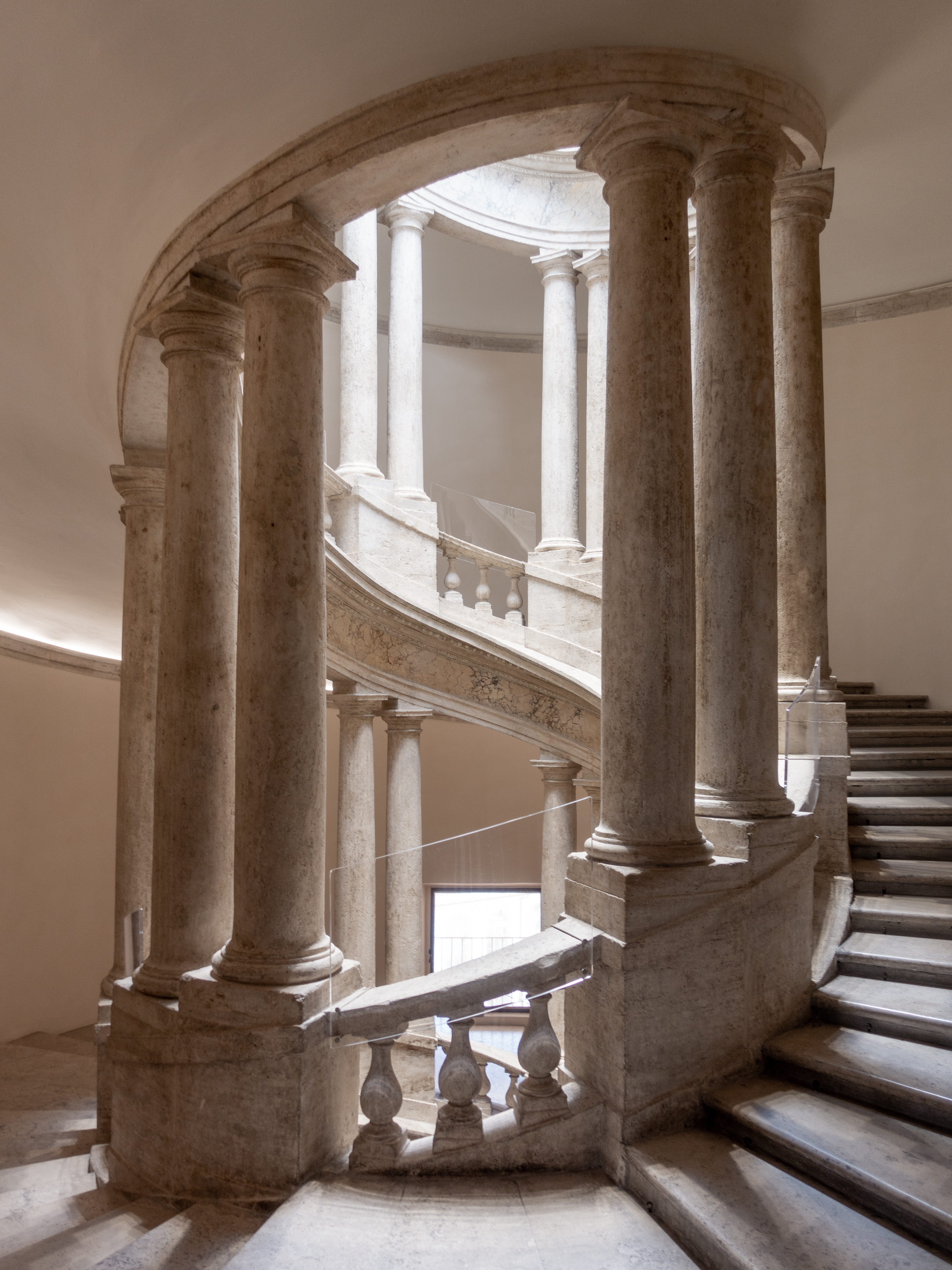
La scala del Mascherino
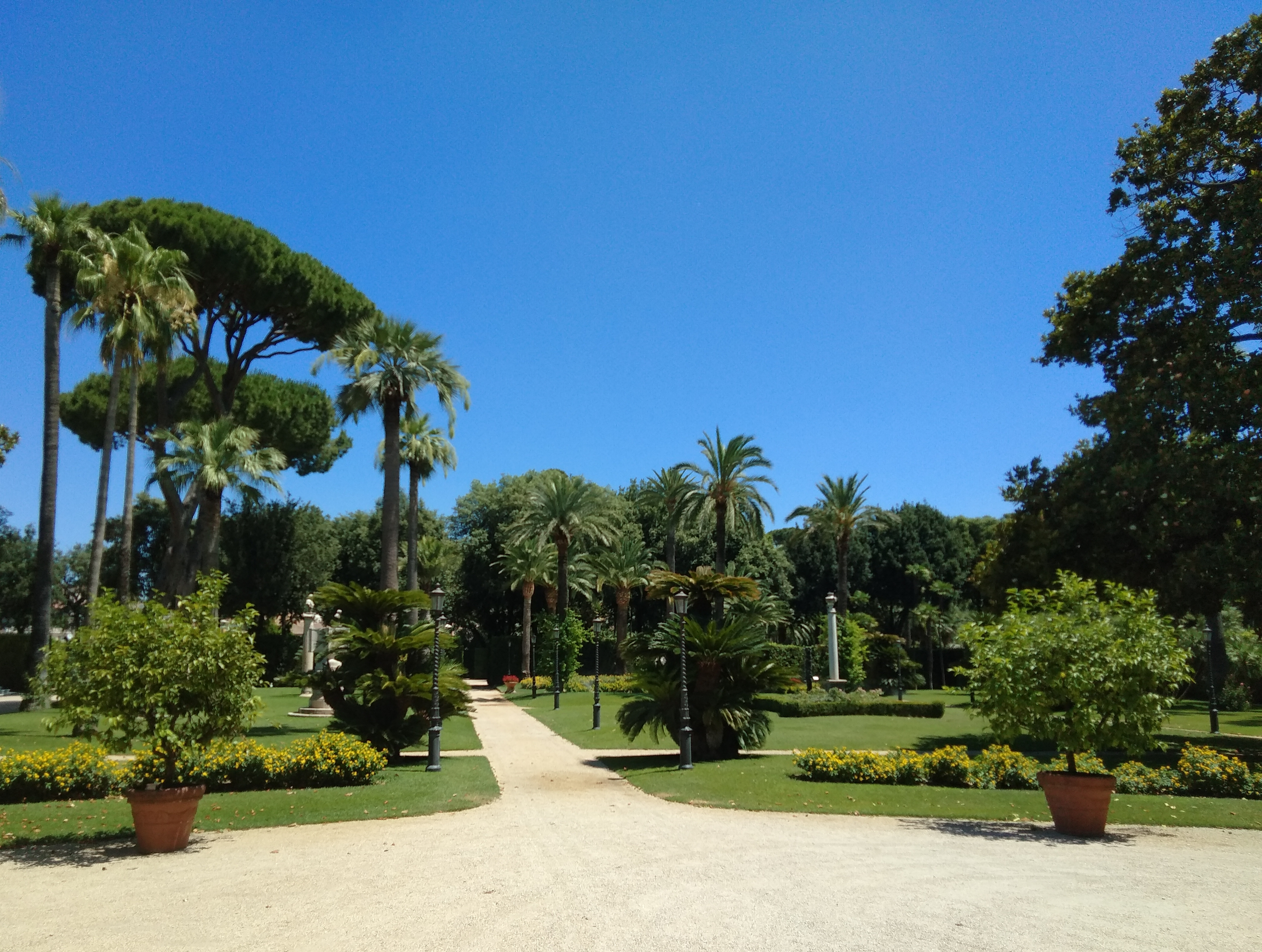
Gärten des Quirinalspalastes
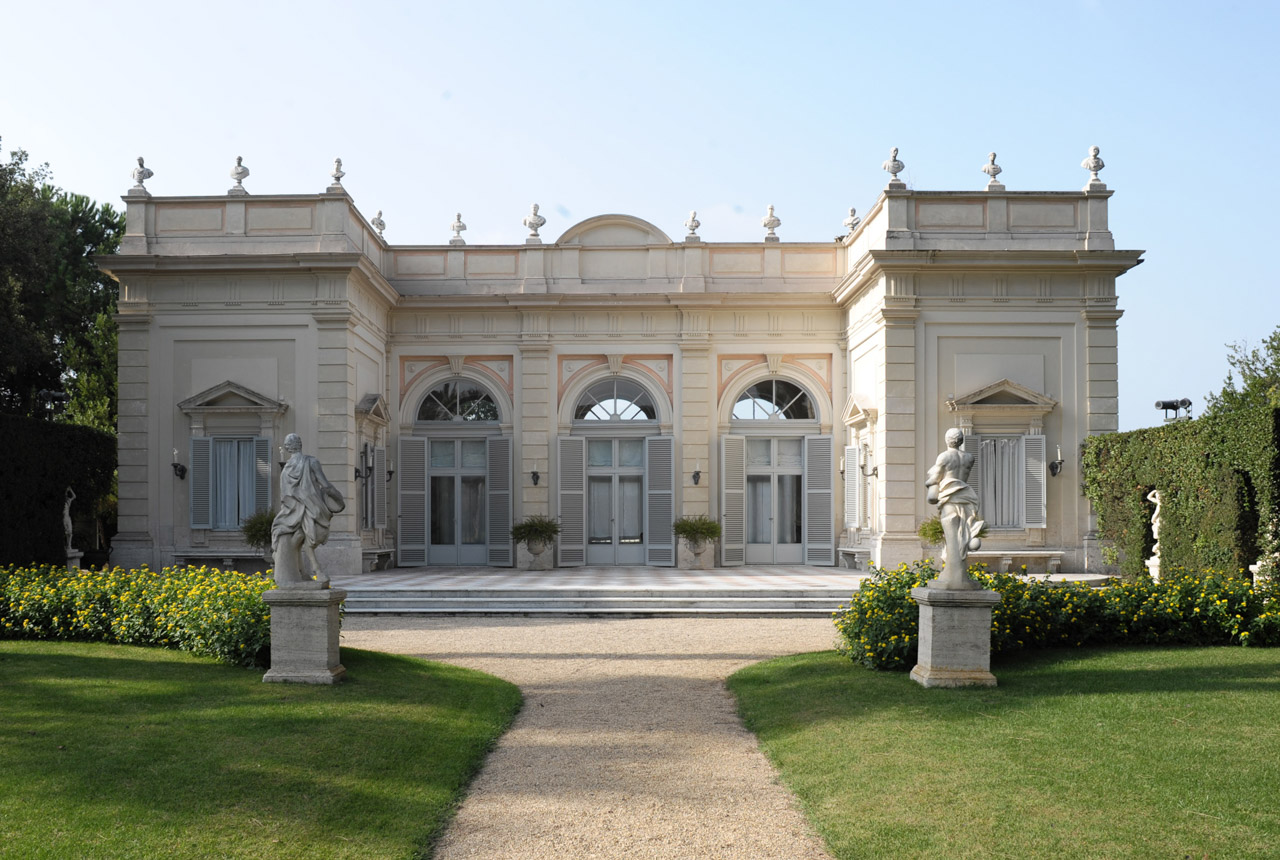
Coffee House

## Sonstiges

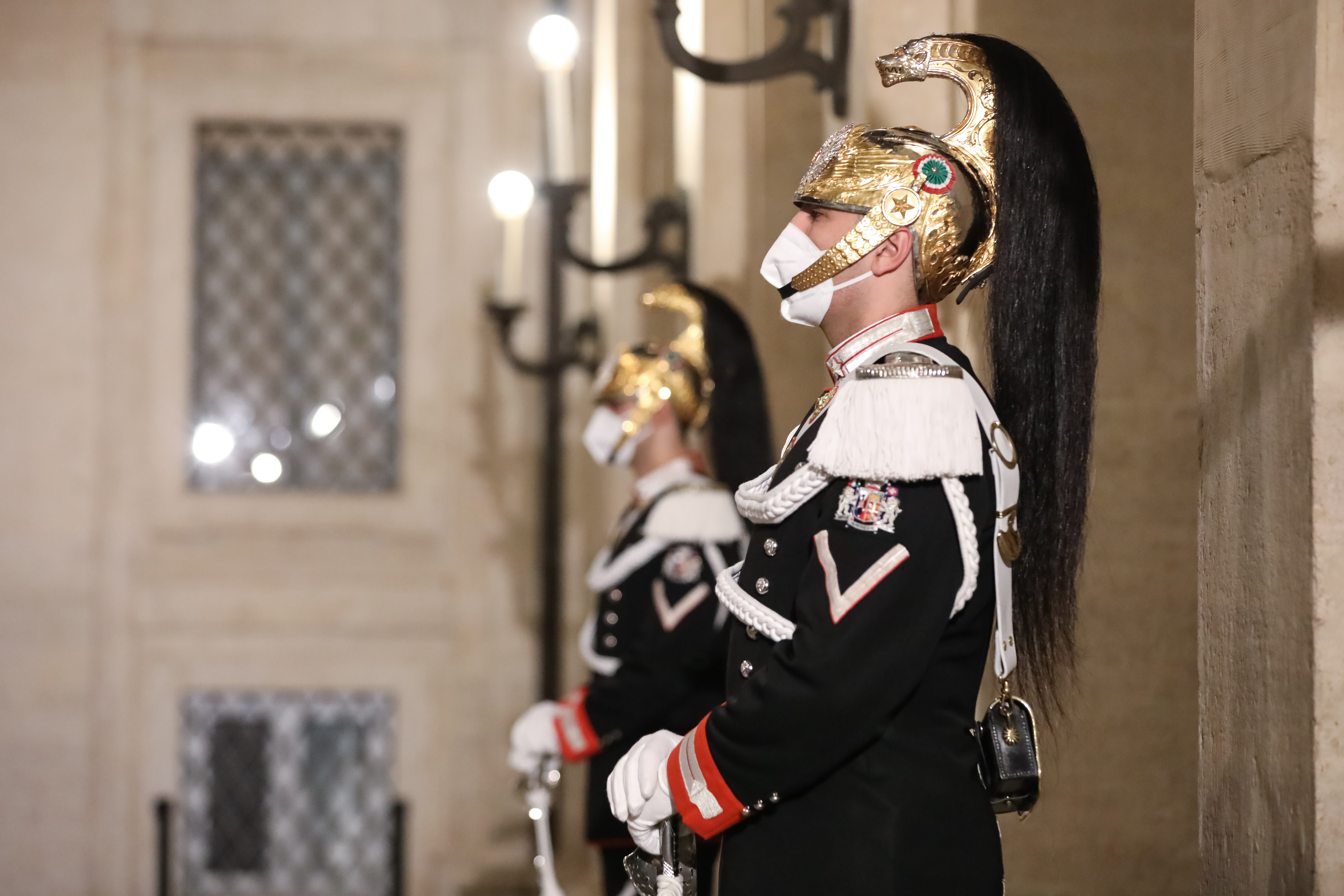
Corazzieri im Quirinalspalast

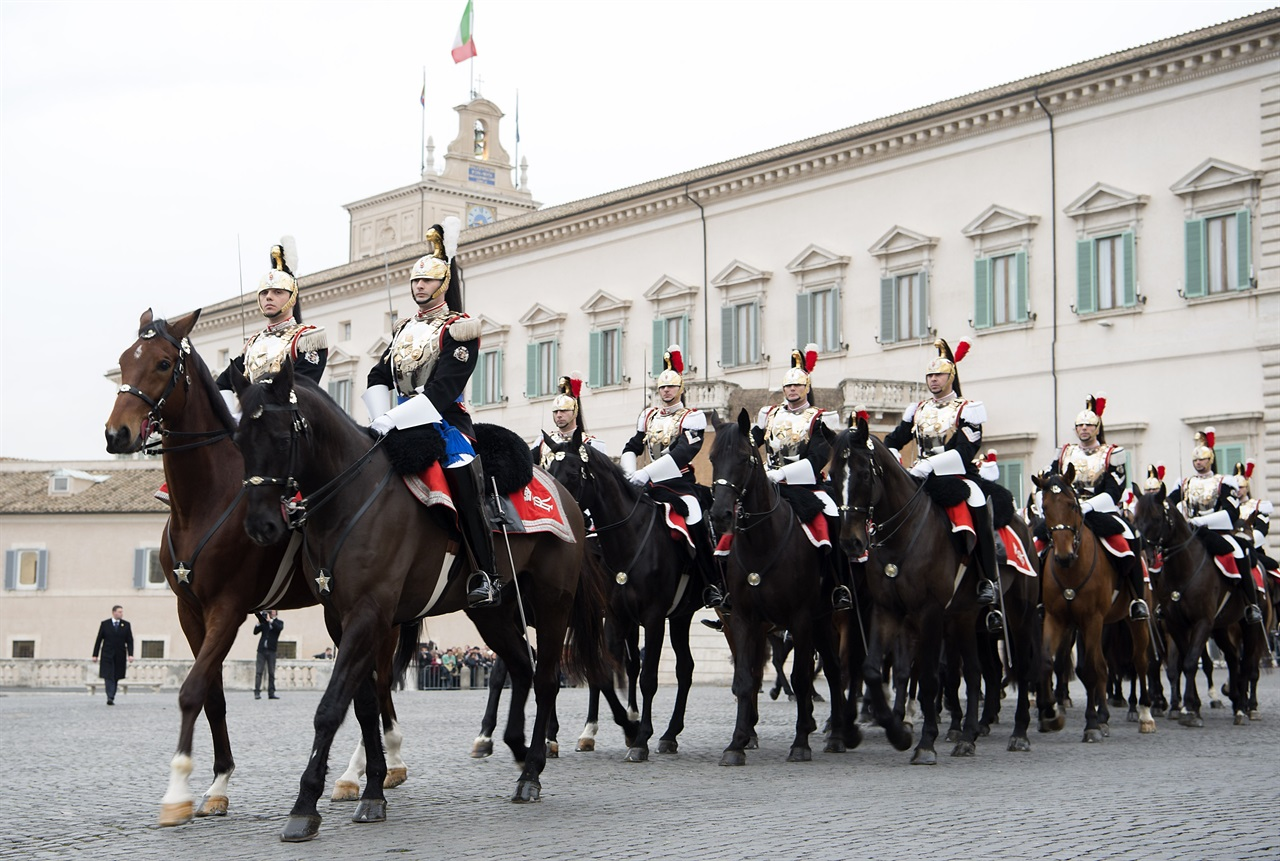
Wachablösung der Corazzieri vor dem Quirinalspalast

Auf dem Turm des Altbaus wehen die Flagge Italiens sowie in der Regel die Europaflagge und die Standarte des Staatspräsidenten. Letztere wird eingeholt, wenn sich der Präsident nicht in Rom aufhält. Im Turm selbst ist ein Esszimmer, das einen weiten Blick über die Dächer der Stadt erlaubt. Wenige Meter nördlich des Turms und des Altbaus liegt ein Hubschrauberlandeplatz.
Vor dem Quirinalspalast befindet sich auf der Piazza del Quirinale der Dioskurenbrunnen mit dem Obelisk Quirinale. Gegenüber liegen der Palazzo della Consulta, Sitz des italienischen Verfassungsgerichts, und der Palazzo delle Scuderie al Quirinale, ein älterer Marstall, der heute als Kunst- und Ausstellungshalle dient (Scuderie del Quirinale). An der Via del Quirinale befindet sich gegenüber dem „langen Ärmel“ die Kirche Sant’Andrea al Quirinale, die den Savoyern bis 1946 als Hofkirche diente, und der Palazzo Sant’Andrea, ehemals Sitz des Ministeriums des königlichen Hauses und heute Archiv des Präsidialamtes.
Statistisch gesehen ist der Quirinalspalast als zusammenhängender Gebäudekomplex mit insgesamt rund 1.200 Räumen auf knapp 111.000 Quadratmetern einer der größten Amtssitze eines Staatsoberhaupts weltweit. Dabei gilt es zu berücksichtigen, dass dem Staatspräsidenten in der Palazzina del Fuga nur eine relativ kleine Privatwohnung zur Verfügung steht, dass sich in der Palazzina und in einem Teil des „langen Ärmels“ das Präsidialamt konzentriert und dass das Hauptgebäude nur bei besonderem Bedarf genutzt wird. Präsident Sergio Mattarella ordnete im Februar 2015 die weitere Öffnung des Quirinalspalastes für Besucher an. Es werden Führungen durch das Hauptgebäude, die Gärten und das Kutschenmuseum angeboten.
Neben dem Quirinalspalast stehen dem Staatspräsidenten ein Landgut in Castelporziano bei Rom sowie die Villa Rosebery am Golf von Neapel zur Verfügung.
Für den Schutz des Staatspräsidenten und seiner Residenzen ist das Corazzieri-Regiment der Carabinieri verantwortlich.
Metonymisch ist in italienischen Presseberichten oft nur von il Quirinale oder il Colle (beides Bezeichnungen für den Hügel) die Rede, wenn das Amt des Staatspräsidenten gemeint ist.